# Воробйов Дмитро Сергійович
Дмитро Сергійович Воробйов (рос. Дмитрий Сергеевич Воробьёв; 18 жовтня 1985, м. Тольятті, СРСР) — російський хокеїст, захисник. Виступає за «Лада» (Тольятті) у Континентальній хокейній лізі. Заслужений майстер спорту Росії (2009).

## Ігрова кар'єра
Вихованець хокейної школи «Лада» (Тольятті), перший тренер — Володимир Гуженков. Виступав за «Лада-2» (Тольятті), «Лада» (Тольятті), «Салават Юлаєв» (Уфа), «Динамо» (Москва), СКА (Санкт-Петербург), ХК ВМФ (Санкт-Петербург), «Торпедо» (Нижній Новгород), «Авангард» (Омськ), «Адмірал» (Владивосток), «Дукла» (Михайлівці).
У чемпіонатах КХЛ — 300 матчів (12+53), у плей-оф — 29 матчів (3+3).
У складі національної збірної Росії учасник чемпіонату світу 2008 (5 матчів, 0+1). У складі молодіжної збірної Росії учасник чемпіонату світу 2005.

## Досягнення
- Чемпіон світу (2008)
- Срібний призер чемпіонату Росії (2005), бронзовий призер (2004)
- Володар Континентального кубка (2006)
- Володар Кубка Шпенглера (2010).